# Den gyldne spiral
I geometri er den gyldne spiral en logaritmisk spiral hvis vækstrate er φ, det gyldne snit. Den gyldne spiral bliver større og større (i takt med at den kommer længere væk fra origo) med en faktor på φ for hver kvarte omgang.

## Formel
Den polære ligning for den gyldne spiral er den samme som for andre logaritmiske spiraler, men med en særlig værdi for vækstraten b:
{\displaystyle r=ae^{b\theta }\,}
eller
{\displaystyle \theta ={\frac {1}{b}}\ln(r/a),}
hvor e er den naturlige logaritmes grundtal, a er en vilkårlig positiv reel konstant, og b et tal som gør ligningen nedenfor sand når θ er en ret vinkel (en kvart omgang i hver retning):
{\displaystyle e^{b\theta _{\mathrm {ret} }}\,=\varphi }
Derfor er b givet ved
{\displaystyle b={\ln {\varphi } \over \theta _{\mathrm {ret} }}.}
Den numeriske værdi b afhænger af om den rette vinkel er målt som 90 grader eller som {\displaystyle \textstyle {\frac {\pi }{2}}} radianer; og da vinklen kan være i begge retning er det nemmest at skrive formlen med den absolutte værdi af {\displaystyle b} (da b der også kan have en negativ værdi):
{\displaystyle |b|={\ln {\varphi } \over 90}\doteq 0.0053468\,} for θ i grader;
{\displaystyle |b|={\ln {\varphi } \over \pi /2}\doteq 0.3063489\,} for θ i radianer.
En alternativ formel for en logaritmisk og gylden spiral er:
{\displaystyle r=ac^{\theta }\,}
hvor konstanten c er givet ved:
{\displaystyle c=e^{b}\,}
for hvilket den gyldne spiral giver c værdien aff:
{\displaystyle c=\varphi ^{\frac {1}{90}}\doteq 1.0053611}
hvis θ måles i grader og
{\displaystyle c=\varphi ^{\frac {2}{\pi }}\doteq 1.358456.}
hvis θ måles i radianer

## Approksimationer af den gyldne spiral
Der findes adskillige lignende spiraler som approksimerer, men ikke helt præcist rammer den gyldne spiral. Disse bliver ofte forvekslet med den gyldne spiral.
Eksempelvis kan en gylden spiral approksimeres ved at starte med et rektangel, hvor forholdet mellem længden og bredden er det gyldne snit. Dette rektangel kan derefter deles i et kvadrat og et lignende rektangel, og dette mindre rektanglet kan herefter deles på samme måde. Ved at fortsætte denne proces et arbitrært antal gange, resulterer det i en næsten fuldstændig opdelen af rektanglerne ud i kvadrater. Hjørnerne af disse kvadrater kan forbindes med kvarte cirkelbuer, og resultatet tilnærmer sig den gyldne spiral, dog uden at være det.
En anden approksimation er Fibonacci-spiralen, der bliver konstrueret på lignende vis, med undtagelse af, at man starter med et rektangel, der består af to kvadrater, og ved hvert trin tilføjer et kvadrat med samme sidelængde som rektanglets længste side. Da forholdet mellem på hinanden følgende Fibonacci-tal tilnærmer sig det gyldne snit, når Fibonacci-tallene går mod uendelig vil spiralen ligeledes tilnærmes den gyldne spiral mere og mere for højere Fibonacci-tal.

## Spiraler i naturen
Approksimationer af logaritmiske spiraler kan optræde i naturen, eksempelvis armene på en spiralgallakse eller bladstillingen på planter); gyldne spiraler er et særligt tilfælde af disse logaritmiske spiraler. En nylig analyse af spiraler observeret i hornhindeceller i mus indikerede at nogle af disse kan karakteriseres som gyldne spiraler, og andre som lignende typer spiraler. Undertiden hævdes det, at spiralgallakser og skallen på nautil bliver større med samme rate som den gyldne spiral, og at de begge skulle være forbundet til φ og Fibonacci-tallen.
Spiralgallakser og nautilskaller (og mange andre bløddyrsskaller) udviser en logaritmisk spiralvækst, men med flere forskellige vinkler, der normalt er meget anderledes en den gyldne spiral. Dette mønster tillader organismen at vokse uden at ændre form.